# Dänische Badmintonmeisterschaft 1951
Die Dänische Badmintonmeisterschaft 1951 fand in Odense statt. Es war die 21. Austragung der nationalen Titelkämpfe im Badminton in Dänemark.

## Titelträger
| Disziplin    | Sieger                                        |
| ------------ | --------------------------------------------- |
| Herreneinzel | Poul Holm, Gentofte BK                        |
| Dameneinzel  | Kirsten Thorndahl, Amager BC                  |
| Herrendoppel | Jørn Skaarup Preben Dabelsteen, Københavns BK |
| Damendoppel  | Aase Schiøtt Jacobsen Tonny Ahm, Gentofte BK  |
| Mixed        | Arve Lossmann Kirsten Thorndahl, Amager BC    |